# Comune di Rebild
Il comune di Rebild è un comune della Danimarca nella regione dello Jutland Settentrionale.
Il comune è stato costituito in seguito alla riforma amministrativa del 1º gennaio 2007 accorpando i precedenti comuni di Nørager, Skørping e Støvring.

## Centri abitati
I centri abitati principali del comune sono:
- Støvring (9 334)
- Skørping (3 076)
- Terndrup (1 650)
- Suldrup (1 380)

## Amministrazione

### Gemellaggi
Il comune è gemellato con le seguenti località:
- Gelenau
- Jiaxing